# Resolució 490 del Consell de Seguretat de les Nacions Unides
La Resolució 490 del Consell de Seguretat de les Nacions Unides, fou aprovada per unanimitat el 21 de juliol de 1981 després d'haver examinat l'informe del Secretari General. El Consell va acordar que s'havia de cessar de forma immediata els atacs per part d'Israel al territori del Líban.
El Consell de Seguretat va exigir a Israel a respectar la integritat territorial del Líban, i va realitzar una petició a la Secretaria General per realitzar un segon informe de l'estat de la situació en 48 hores.